# Радикальне заміщення
Радикальне заміщення (англ. free radical substitution) —
- 1. Гомолітичний процес, в якому певний атом чи група заміщуються радикалом.
- 2. Реакції заміщення H на інші атоми чи групи, перебіг яких зумовлюється гомолізом зв'язків реактантів. Якщо лімітуючою стадією є гомоліз зв'язку С–H субстрату, то склад продуктів визначається селективністю реакції відриву H.

Br–Br —hν→ 2Br• (ініціювання)
Br• + R3CH → R3C• + HBr
R3C• + Br2 → R3CBr + Br•
Гомолітичне ароматичне заміщення звичайно протікає через утворення радикал-аддукта.
PhH + R• → [PhHR] •